# Abdij van New Clairvaux

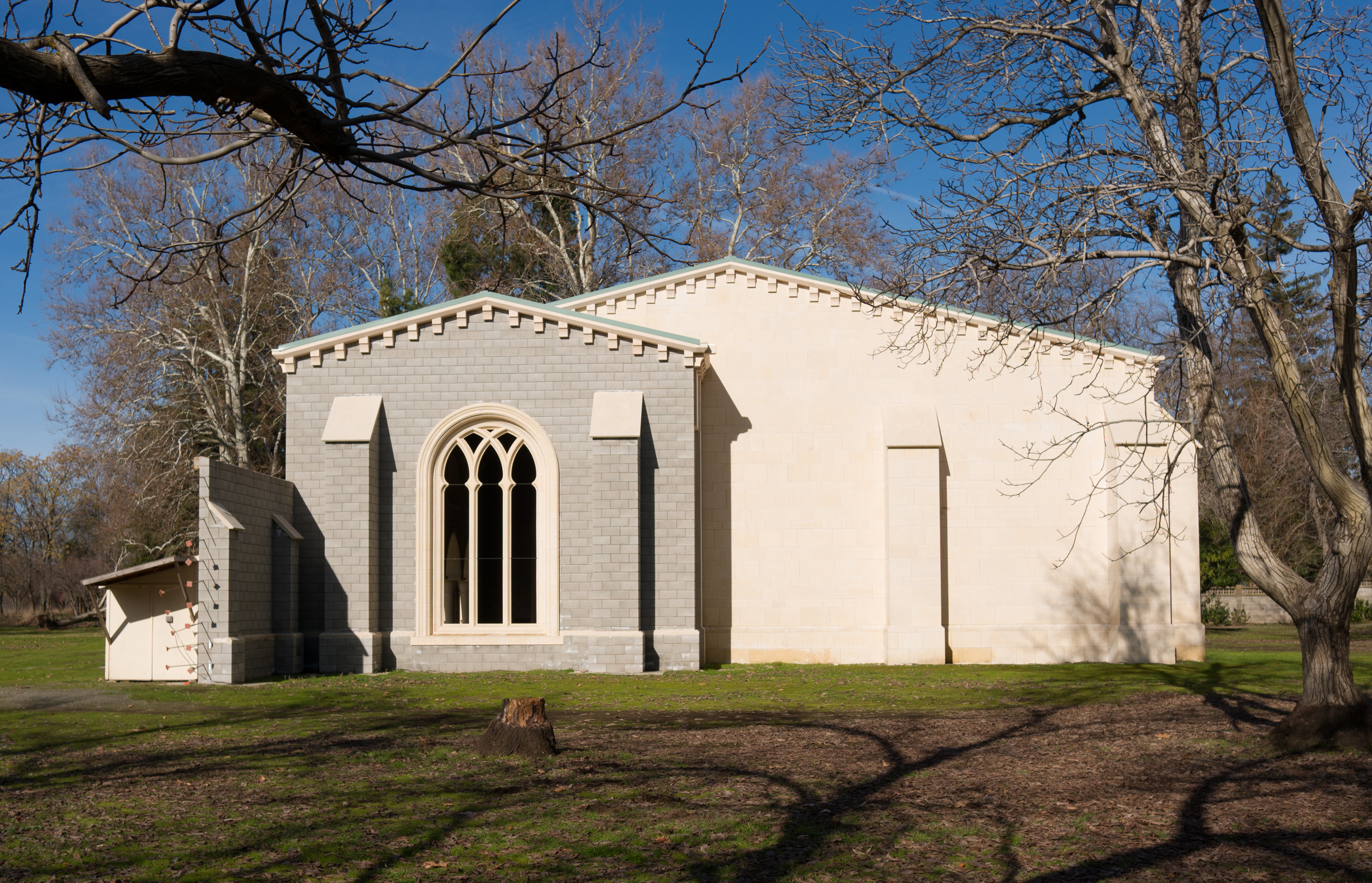
De heropgebouwde kapittelzaal op het domein van de abdij van New Clairvaux, in januari 2013.

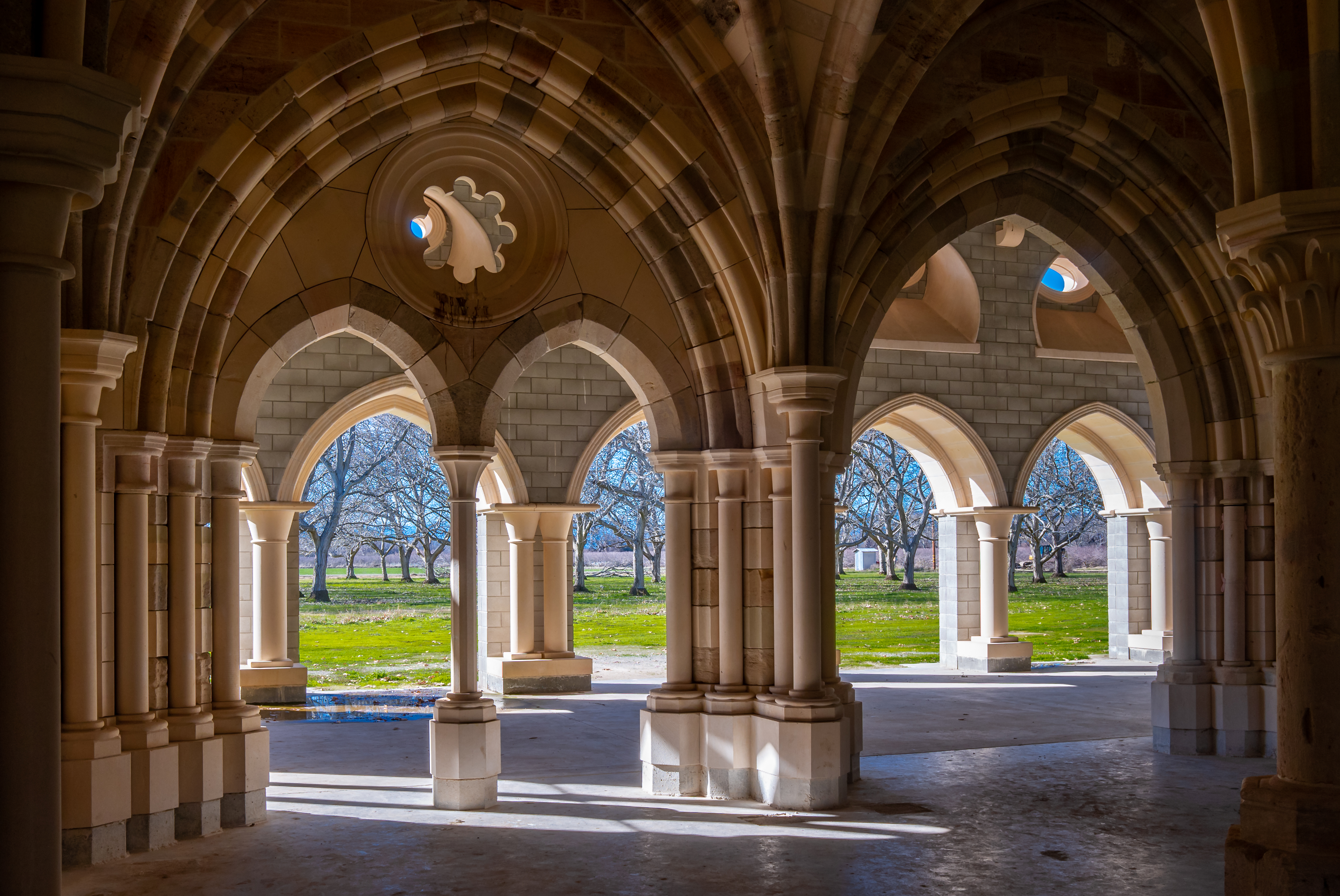
Zicht vanuit de 800 jaar oude kapittelzaal.

De abdij van New Clairvaux (Engels: Abbey of New Clairvaux) is een klooster van de trappisten in het landelijke Vina in Tehama County, in het noorden van de Amerikaanse staat Californië.
De abdij werd in 1955 gesticht door monniken uit de abdij van Onze-Lieve-Vrouw-van-Gethsemani in Kentucky. Het landgoed behoorde ooit toe aan Leland Stanford en nu worden er pruimen, walnoten en druiven geteeld, die de monniken oogsten om hun gemeenschap van inkomsten te voorzien. Het klooster ligt uitzonderlijk afgelegen en rustig en er is heel weinig interactie tussen de kloosterlingen en de bevolking buiten het klooster. Gasten kunnen wel zeven keer per dag deelnemen aan de mis in de kapel.

## Kapittelzaal
De kloostergemeenschap is bezig met de heropbouw van een 800 jaar oude kapittelzaal uit Spanje op haar grondgebied. Daarvoor maken ze gebruik van de zandstenen bouwstenen die krantenmagnaat William Randolph Hearst in 1931 opgekocht had van het Santa Maria de Ovila-klooster uit Spanje. Hij liet ze naar Californië brengen en was van plan ze te gebruiken op zijn landgoed Wyntoon, maar zover is het nooit gekomen. Hij schonk de stenen aan de stad San Francisco bij wijze van betaling van achterstallige belastingen. De bouwstenen bleven tot 1994 in het Golden Gate Park liggen, waarna ze aan de abdij werden gegeven. De heropbouw door de monniken, onder de projectnaam Sacred Stones, begon in 2004.

## Wijn en bier
Er worden sinds 2000 druiven geteeld voor de productie van wijn. De eerste oogst van de New Clairvaux Vineyard was in 2003. Tegenwoordig  beschikt de abdij over bijna 6 hectare wijngaarden, met vooral Albariño, Viognier, Petite Sirah en Barbera.
In 2010 kondigde de abdij, om geld in te zamelen voor het Sacred Stones-project, een samenwerking aan met de Sierra Nevada Brewing Company om onder de naam Ovila Abbey Ales enkele bieren in de stijl van Belgische trappistbieren te brouwen.